# Papaipema janicia
Papaipema janicia är en fjärilsart som beskrevs av Eric L. Quinter. Papaipema janicia ingår i släktet Papaipema och familjen nattflyn. Inga underarter finns listade i Catalogue of Life.